# گایوس ژولیوس پریسکوس
گایوس ژولیوس پریسکوس (شکوفا شده در قرن سوم) یک سرباز رومی و عضو گارد پراتورین در سلطنت گوردیان سوم بود.

## زندگی
پریسکوس در استان رومی سوریه، احتمالاً در شهر دمشق ، پسر ژولیوس مارینوس، شهروند محلی رومی و احتمالاً با اهمیت به دنیا آمد. نام مادرش ناشناخته است، اما برادرش مارکوس ژولیوس فیلیپوس معروف به فلیپ عرب بود که بعدها امپراتور روم شد.
پریسکوس احتمالاً از فیلیپ مسن‌تر بود، زیرا زندگی سیاسی دومی تحت تأثیر خود او بود. بر اساس چندین کتیبه، پریسکوس پریفکتوس از استان بین النهرین ، استانی مرزی در مرز ایران بود، بنابراین بسیار نظامی بار آمده بود. او عضو گارد مقدونیه  و دومین فرمانده بعد از فرماندار مصر و دارای مسئولیت‌های قضایی در اسکندریه بود. پریسکوس در حوالی سال ۲۴۲ در جریان لشکرکشی گوردیان سوم به ایرانیان به عضویت گارد پراتورین درآمد و هنگامی که تیمستیوس، بخشدار پراتورین، در سال ۲۴۳ درگذشت، امپراتور جوان را متقاعد کرد که برادرش فیلیپ را جایگزین او کند. پریسکوس و فیلیپ به مدت یک سال به عنوان نایب السلطنه گوردیان سوم خدمت کردند.